# Alberto de Jesús Membreño
Alberto de Jesús Membreño Márquez (*Tegucigalpa, 1859 - 6 de febrero de 1921) fue un Abogado, político, Jurista, filósofo y escritor hondureño, designado Presidente de la república de Honduras entre el 28 de julio de 1915 al 1 de febrero de 1916.

## Biografía
Alberto de Jesús Membreño Márquez, nació en la ciudad de Tegucigalpa, en 1859, siendo hijo del matrimonio entre el señor Carlos Membreño y la señora Ceferina Márquez.
En 1877 se graduó de Bachiller en derecho civil en la Academia del Estado de Honduras y en 1880 rindió su examen ante la Corte Suprema de Justicia de Honduras para recibir el título de Abogado. A su paso por la universidad demostró su amor al estudio y su inclinación a la historia y a las letras.
Como Juez y Magistrado que fue en los tribunales, siempre procuro hacer honor a su profesión. En 1887 comenzó a ejercer de diputado en el Congreso Ordinario. En sus publicaciones recogió la jurisprudencia de la Corte Suprema de Justicia y el público, anotándola con observaciones críticas. También escribió la obra magistral "Elementos de práctica forense en materia civil". Su libro Hondureñismos lo consagró como literato. Entre otras obras, también publicó Aztequismo y nombres geográficos de la república de El Salvador.

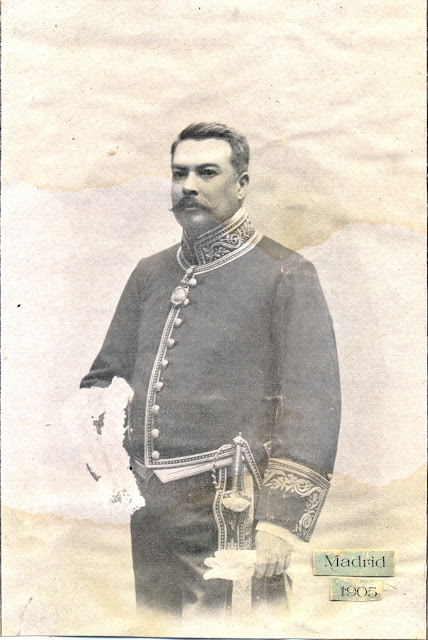
Alberto Memebreño en Madrid como representante de Honduras en 1905.

Como diputado hizo labor parlamentaria: fue actor de una Ley agraria. Siendo ministro de instrucción pública, dijo: "Independiente solo seremos cuando seamos industriosos, cuando arranquemos ala naturaleza sus secretos y transformemos la materia para apropiarla a la satisfacción de nuestras necesidades. Con necesidades y sin medio para satisfacerlas, no aspiremos a ser libres". En 1893, en Guatemala se reunió el primer congreso Pedagógico Centroamericano, y Alberto Membreño fue uno de los representantes de Honduras.

### Cargos públicos
A lo largo de su vida pública Alberto Membreño se desempeñó en los cargos siguientes:
| Período   | Cargo                                                                 |
| --------- | --------------------------------------------------------------------- |
| 1883-1884 | Secretario General de la Universidad Nacional de Honduras (hoy UNAH). |
| 1883      | Ministro de relaciones exteriores, (Enviado al reino de España).      |
| 1884      | Secretario de Fomento.                                                |
| 1889      | Diputado por Tegucigalpa ante la Asamblea legislativa.                |
| 1889-1990 | Secretario del Congreso Nacional de la república.                     |
| 1903-1904 | Ministro de Fomento, obras públicas y agricultura.                    |
| 1911      | Ministro de Gobernación y justicia.                                   |
| 1913-1916 | Designado presidencial.                                               |
| 1916      | Ministro de Fomento, obras públicas y agricultura.                    |
|           | Ministro de Instrucción pública.                                      |
|           | Magistrado de la Corte Superior de Justicia                           |
|           | Rector de la Universidad Nacional de Honduras                         |

## Gobierno provisional
En los comicios de 1915 resultaron favorecidos con el sufragio popular Bertrand para la presidencia de la república y Membreño para la Vicepresidencia. En el mismo año Francisco Bertrand pidió licencia para separarse del poder, entregando el mando de manera interina a Membreño, primer designado en su gobierno. El 12 de octubre de 1915 reinstalo la Academia Científico-Literaria y creó el Puente de Herrera, en la desembocadura del río Cruta. El 15 de noviembre de 1915 su gobierno declaró Himno Nacional, a la letra escrita por Augusto Constantino Coello y con música de Carlos Hartling. 

### Gabinete
Secretario Privado: Abog. Silverio Laínez (1868-1956)
- Copia del "Memorandum" de Alberto Membreño, publicado en el The New York Times en fecha 23 de abril de 1915².[5]

### Candidato a la presidencia
En 1919, en las postrimeras del gobierno del presidente Francisco Bertrand Barahona, el abogado Alberto de Jesús Membreño, fue seleccionado como candidato oficial por el Partido Nacional de Honduras, en unas elecciones que pretendía amañar el presidente Bertrand, con el fin de que su cuñado Nazario Soriano fuese elegido presidente; Membreño fue arrestado por la policía gubernamental y conducido a Guatemala. Seguidamente Bertrand, suspende las garantías civiles y declara a Soriano, su sucesor; razón por la cual la oposición liberal y los rebeldes militares entre ellos: Rafael López Gutiérrez, Vicente Tosta Carrasco, Gregorio Ferrera se lanzasen en su contra en el mes de julio, estallando así la primera guerra civil de Honduras. El 9 de septiembre de 1920 Bertrand Barahona, emitió un decreto en el cual, dejaba la administración del país en un Consejo de Ministros; más tarde, dicho Consejo de Ministros envió nota al doctor Alberto de Jesús Membreño, como Designado Presidencial que era, para que ocupase la presidencia. Membreño, respondió de la siguiente forma: "Al Licenciado Salvador Aguirre, Ministro de Gobernación. Contestando atento mensaje de usted. tengo la honra de manifestar al Consejo de Ministros que el mal estado de mi salud, me impide hacerme cargo de la presidencia de la república, vacante por la separación del Doctor Francisco Bertrandy que por esta causa me excuso de servir la Presidencia de la República para lo cual se me excita." El 17 de septiembre entró a la capitala Tegucigalpa el general Rafael López Gutiérrez con sus tropas

## Trabajos publicados
- 1892 "Repertorio alfabético de la jurisprudencia"
- "Elementos en la Práctica Forense en Materia civil"
- "Hondureñismos, Vocabulario de los provincionalismos de Honduras", Tipografía Nacional, Tegucigalpa, Honduras; 1897.
- 1901 "Nombres geográficos indígenas de la república de Honduras"
- "Aztequismos y nombres geográficos indígenas de la república de El Salvador y Nicaragua", Ciudad de México, D.F.; México.